# إدوارد تشارلز باسيت
إدوارد تشارلز باسيت (بالإنجليزية: Edward Charles Bassett)‏ هو مهندس معماري أمريكي، ولد في 1922، وتوفي في 1999.